# Wioletta Chodowicz
Wioletta Chodowicz (ur. 28 września 1975 w Radomiu) – polska śpiewaczka operowa, sopranistka.
Absolwentka Akademii Muzycznej we Wrocławiu (klasa Agaty Młynarskiej-Klonowskiej, dyplom z wyróżnieniem w 2002). Laureatka Paszportu Polityki 2010 w kategorii Muzyka Poważna za dwie tytułowe role: w Rusałce Antonína Dvořáka w Teatrze Wielkim w Łodzi i w Katii Kabanowej Leoša Janáčka w Operze Narodowej w Warszawie. Wydany w Niemczech w 2017 album Feliks Nowowiejski: Quo Vadis z jej udziałem uzyskał dwie nominacje do nagród Fryderyków 2018 w dwóch kategoriach: Album Roku Muzyka Chóralna, Oratoryjna i Operowa oraz Najwybitniejsze Nagranie Muzyki Polskiej.

## Dyskografia
- 2008: Hagith dyr. Tomasz Szreder, DVD (Dux)
- 2010: Maria dyr. Łukasz Borowicz, CD (Warner Music Poland)
- 2010: Manru dyr. Maciej Figas, DVD (Dux)
- 2012: Giovanna d’Arco, dyr. Łukasz Borowicz, CD (Polskie Nagrania)
- 2017: Feliks Nowowiejski: Quo Vadis, dyr. Łukasz Borowicz, 2CD [cpo]